# Музей картофеля фри
Музей картофеля фри (нидерл. Frietmuseum) — музей в бельгийском городе Брюгге, посвящённый истории картофеля и картофеля фри.

## История
Музей был основан в 2008 году бельгийским предпринимателем Эдди ван Белле (Eddy Van Belle), который ранее открыл в Брюгге музеи шоколада и домашнего освещения (Lumina Domestica). Воодушевлённый популярностью этих своих детищ, ван Белле решил открыть ещё и музей, посвящённый картофелю фри, тем более что подобных музеев в мире не существует.
Музей расположен в здании готической архитектуры, построенном в 1399 году. В различные времена здание использовалось как резиденция посла Генуи, помещение гильдии ткачей, кафе, кинотеатр, банк и выставочный зал.

## Экспозиция
Музейная экспозиция разделена на две части. Первый раздел рассказывает о более чем десятитысячелетней истории картофеля: здесь посетители могут узнать о развитии картофеля как сельскохозяйственной культуры и о распространении его по всей Европе. Второй посвящен непосредственно картофелю фри — блюду, популярному во всем мире. В коллекции музея находятся документы, картофель различных сортов, керамическая посуда, фотографии, связанные с историей картофеля фри. Особый интерес представляют машины, применяемые при выращивании картофеля, сборе урожая, сортировке клубней. В музее экспонируются также произведения изобразительного и прикладного искусства из бельгийских бистро и коллекция ретро-фритюрниц.